# Dự án Avatar

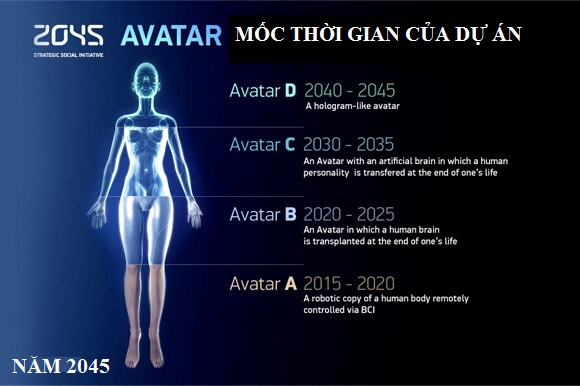
Các mốc thời gian của Dự án Avatar

Dự án Avatar hay còn gọi là Dự án Trường sinh (tiếng Anh: Avatar) là một dự án tạo lập sự bất tử bằng cách chuyển toàn bộ trí tuệ của một người sống sang một cơ thể máy. Dự án được thực hiện bởi sự tài trợ của Nhà tài phiệt truyền thông người Nga Dmitry Itskov.

## Mục đích dự án
Nỗ lực du hành tới các hành tinh xa xôi hay trở lại quá khứ khám phá cuộc sống xa xưa sẽ được giải quyết bằng các Avatar thay thế. Người ta sẽ chuyển toàn bộ trí tuệ, ý thức, bộ nhớ của con người vào máy tính. Thoát khỏi hình dạng vật chất, con người sẽ tồn tại trong một mạng lưới tương tự internet, dưới dạng sóng điện tử và có thể di chuyển với tốc độ ánh sáng tới mọi nơi trong không gian và thậm chí có thể gia tăng tốc độ vượt qua ngưỡng ánh sáng để trở lại quá khứ. Khi đã tới địa điểm dự tính, những thông tin mã hóa chuyển đổi thông tin có sẵn tái tạo hình dạng con người Avatar để thực hiện nghiên cứ của mình.

## Tiến trình

### Avatar A
Phần thứ nhất bao gồm việc chế tạo ra các robot được điều khiển bởi các máy tính đặc biệt, vốn nhận lệnh trực tiếp từ não bộ. Đây là dự án Avatar A, trong đó nỗ lực sẽ tập trung vào việc phát triển giao tiếp não bộ với máy tính một cách hoàn hảo, để bộ não chúng ta có thể kiểm soát robot hoàn toàn. Thông qua máy tính, con người có thể nghe những gì robot nghe, thấy những gì robot thấy, thậm chí cảm nhận được cảm giác từ robot.

### Avatar B
Phần thứ hai sẽ bao gồm việc sản xuất hệ thống hỗ trợ sự sống cho não bộ con người. Việc này dựa trên lý thuyết rằng não bộ của chúng ta có thể sống từ 200 - 300 năm. Chúng ta đều biết rằng khi con người ta chết, hầu như nguyên nhân không do não mà từ các căn bệnh khác nhau khiến nội tạng họ hư hỏng. Vậy nên ý tưởng là giúp đỡ những người sắp chết và cả những người muốn kéo dài sự sống, thông qua việc cứu lấy bộ não và trong nó là tâm hồn của họ. Việc kết nối một robot Avatar thứ hai, có hệ thống hỗ trợ sự sống, mang tên Avatar B, với Avatar A, để giúp não bộ của người ta sống sót. Họ sẽ sử dụng Avatar làm cơ thể thực của mình.

### Avatar C
Phần thứ ba là tạo nên một bộ não nhân tạo. Đây là một dự án kéo dài. Chúng tôi đã có trong tay 10 nhà khoa học Nga và sẽ tăng số lượng lên 21 trong giai đoạn 1 của dự án. Trong 10 năm, nhân loại có thể sáng tạo ra một bộ não nhân tạo và việc chuyển tâm hồn của ai đó vào bộ não nhân tạo này sẽ tăng đáng kể tuổi thọ của họ

### Avatar D
Phần thứ tư của dự án Avatar là giấc mơ đó là một tương lai trong đó con người từ bỏ cơ thể xương thịt của họ để tiếp nhận các cơ thể máy. Con người sẽ bắt đầu cuộc sống với các robot như Avatar A và rồi họ sẽ tiếp tục phát triển bằng các robot sử dụng vật liệu nano, với khả năng thay đổi hình dạng theo ý nghĩ.

## Hiệu quả
Trong khi đó, một số ý kiến lo ngại rằng phương pháp trên có thể biến thành công cụ thao túng cơ thể người khác. Tuy nhiên, Giáo sư Christopher James của Đại học Warwick (Anh) cho rằng đây là một viễn cảnh khó có thể xảy ra trên thực tế.
| “                          | Tôi muốn hợp tác với các nhà khoa học trên khắp thế giới. Đây là một chiến lược mới cho tương lai và loài người. Dự án của chúng tôi là con đường dẫn tới cuộc sống bất tử. Não nhân tạo sẽ ra đời trong giai đoạn ba. Đó là một môi trường máy tính mà dữ liệu số của ý thức có thể hoạt động. Chúng ta sẽ đưa dữ liệu số về ý thức của con người vào bộ não nhân tạo ấy. Cơ thể ảo mang đến nhiều lợi thế. Bạn có thể bước xuyên qua tường, chạy với tốc độ ánh sáng. | ” |
| — Itskov- Tỉ phú người Nga | |   |